# Ptačí klec
Ptačí klec (v anglickém originále The Birdcage) je americká filmová komedie z roku 1996. Režisérem filmu je Mike Nichols. Hlavní role ve filmu ztvárnili Robin Williams, Nathan Lane, Hank Azaria, Gene Hackman, Dianne Wiestová a Dan Futterman.

## Obsazení
| Robin Williams       | Armand Goldman, majitel klubu Ptačí klec                   |
| Nathan Lane          | Albert, Armandův dlouholetý partner a hvězda travesty show |
| Hank Azaria          | Agador, sloužící v Armandově a Albertově domácnosti        |
| Dianne Wiestová      | Louise Keeleyová, matka Barbary                            |
| Dan Futterman        | Val Goldman, Armandův syn                                  |
| Calista Flockhartová | Barbara Keeleyová, Valova snoubenka                        |
| Gene Hackman         | Kevin Keeley, otec Barbary, ultrakonzervativní senátor     |
| Christine Baranski   | Katherine Archerová, Valova matka                          |

## Ocenění
Film byl nominován na Oscara v kategorii nejlepší výprava. Nathan Lane byl za svou roli ve filmu nominován na Zlatý glóbus, na stejné ocenění byl nominován i film v kategorii nejlepší komedie/muzikál.